# Дюпюи, Рой
Рой Дюпюи́ (фр. Roy Dupuis; род. 21 апреля 1963, Ню Лискирд, Онтарио, Канада) — франкоговорящий канадский актёр. Наиболее известен своей ролью оперативника Майкла Сэмюэля в сериале «Её звали Никита». Дюпюи часто называют квебекским Марлоном Брандо.

## Биография
Рой Дюпюи родился 21 апреля 1963 года в посёлке Амос района Абитиби на севере канадской франкоязычной провинции Квебек
Отец — тоже Рой — был коммивояжёром и часто ездил по стране. Мать — Рина — преподаватель игры на фортепиано. В семье было трое детей: сестра Роксана на год старше Роя, а брат Родерик — на год младше.
Живя в лесной местности, Рой активно занимался спортом вместе с братом, в частности, подавал большие надежды в хоккее, а также 7 лет учился игре на виолончели.
В возрасте 11 лет Рой вместе с семьёй переехал в городок Капускасин, располагавшийся в англоязычной провинции Канады. В результате естественным образом выучил английский язык.
Через три года из-за развода родителей семья оказалась в Монреале, одном из двух главных мегаполисов страны. Рой был просто поражён величиной города и количеством захватывающих возможностей. Он влюбился в Монреаль. Первое время даже увлечённо ездил из конца в конец города на общественном транспорте, удивляясь, как такое возможно за несколько монет. Радовало его также и то, что никто никого не знает…
В школе Рой увлекся физикой и астрономией, даже посещал по этим предметам дополнительные занятия и намеревался связать с ними профессию. Его путеводной звездой был Эйнштейн.
Всё изменилось совершенно неожиданно, когда 15-летний Рой Дюпюи посмотрел фильм «Мольер». Актёрская игра и сюжет настолько впечатлили его, что на следующий день он записался в театральную студию, прогуляв… физику. До конца учёбы в школе Рой увлечённо участвовал в театральных постановках, хотя по-прежнему не планировал связывать себя с этой профессией.
Но судьба снова вмешалась — в виде знакомой, попросившей подыграть ей во время вступительных экзаменов в Национальную Театральную Школу Монреаля (очень известное учебное заведение, конкурирующее с лучшими школами Нью-Йорка и Лондона), так как в последний момент её партнёр отказался. Воспользовавшись документами «отказника», Рой произвёл на комиссию глубокое впечатление, обойдя 2000 претендентов. И вот, когда документы оказались уже у директора школы, вся афера выплыла наружу. И хотя Рой был готов уйти, директор задержала его, попросив оформить новые документы, уже на себя, и никому не рассказывать об этом случае.
Театральную школу Рой закончил в 1986 году, после чего участвовал в различных театральных постановках и снимался в эпизодах и небольших ролях в кино.
Первым его грандиозным успехом стал сериал «Дочери Калеба» (1990) (в английском и российском прокате назывался «Эмили»), где он сыграл одну из главных ролей — Овила, мужа Эмили. После показа сериала по канадскому телевидению, который наблюдало 85 % населения, Рой Дюпюи даже не смог больше ходить в магазин за хлебом — его узнавали на каждом шагу. За роль Овила актёр получил свою первую награду.
Второй сенсацией стала роль гея Ива в фильме «Дома с Клодом» (1992). До сих пор этот фильм Рой считает своей лучшей работой. Фильм получил награду на фестивале в Каннах, а Рой получил массу предложений от режиссёров из Европы и Америки.
Затем последовали съёмки в сериалах и фильмах с различной степенью успеха, из которых можно выделить очень сильный «Мыс отчаянья» (1993) и «Блюз Чили» (1994), а также продолжение «Эмили» «Бланш», где он снялся в эпизодах, и сериал «Сенсация» — в нём Рой играл журналиста. В 1996 году вышла также комедия «Орёл и решка», в которой Рой сыграл главную роль — потерявшего работу искусствоведа, вынужденного притвориться геем, чтобы получить высокооплачиваемое место консультанта богатого коллекционера-гомосексуала (фильм неоднократно демонстрировался по российскому телевидению).
И, наконец, в 1997 году Рой снялся в своей звёздной, известной в 52 странах мира роли — оперативника Майкла в сериале «Её звали Никита».
Сериал снимался в Торонто в течение четырёх с половиной лет. Ни на что больше у Роя времени не оставалось, но он умудрился купить старинный (1840 года постройки) дом-ферму в пригороде Монреаля на огромном участке земли, который искал 6 лет, чтобы скрыться от городской суеты и обрести гнездо для будущей семьи.
Давняя и постоянная подруга Роя — канадская актриса Селин Боннэ, с которой он познакомился в 1994 году во время съёмок фильма «Крошки на миллион долларов». Вместе они обустраивают дом и мечтают вырастить там не менее троих детей.
Недавно Рой приобрёл 44-футовую яхту и прошёл обучение навигации, чтобы совершить с Селин кругосветное путешествие, попутно снимая документальное кино — эта идея давно не покидает его.
После сериала «Её звали Никита» Рой устроил себе годичный отпуск, занимаясь достройкой дома (он все делает сам) и размышляя о дальнейших планах. Он пришёл к выводу, что не хочет ни жить, ни долго сниматься где-то, кроме родного Квебека, который он просто обожает.
Рой Дюпюи активно занимается поддержкой двух благотворительных фондов — «MIRA» и «Фонда Рек». «MIRA» занимается воспитанием собак-поводырей и проводит социальную адаптацию слепых, а «Фонд Рек» борется за экологическую чистоту и первозданность огромного количества потрясающих по красоте водоёмов Канады. Ежегодно, независимо от того, где он находится и чём занят, Рой неизменно приезжает на летнюю встречу-презентацию этих организаций. Там же он встречается со своими поклонниками, специально собирающимися на встречу с актёром из разных стран и даже континентов.
В 2002 году Рой снимается сразу и в фильме «Серафин», который получил множество наград, и в сериале «Последний участок» о криминальных разборках байкеров.
2003 год ознаменовался съёмками в продолжении «Последнего участка» и в музыкальном фильме «Джек Парадиз».
Далее последовали: роль второго плана в фильме «Моника-пулемётчица» о легендарной грабительнице банков Канады (Монику сыграла Селин Боннэ), «Манеры смерти» — тяжёлый фильм о смертной казни, комедиях «Соединённые штаты Альберта» и «Это не я, это другой»…
В 2004 также закончились съёмки в главной роли фильма «Воспоминания» (иное название «В поисках Александра»), за которую в марте 2005 года Рой получил сразу две награды как лучший актёр.
В 2005 году Дюпюи снялся в полнометражном художественном фильме «Морис Ришар», который вышел на экраны в конце года, и в новом проекте, выпуск которого планируется в 2006 году.

## Благотворительная деятельность

### Фонд «MIRA»
Благотворительная организация «MIRA Foundation» была создана в 1981 году Эриком Сен-Пьером. Она занимается обучением собак-поводырей и собак-компаньонов для инвалидов (в основном, слепых).
Поддерживая идею о том, что все люди, независимо ни от чего имеют равные права на участие в любых областях жизни, организаторы постоянно проводят «встречные» акции. В одних участвуют зрячие, поставленные в условия слепых — им завязывают глаза и предлагают прожить так от нескольких минут до целого дня. В других — слепые, которые, наоборот, участвуют в автомобильных гонках на стадионе «Гранби». Рядом со слепым водителем в этот момент находится зрячий штурман — как правило, на эту роль приглашаются известные актёры, журналисты, певцы. Все сборы от таких акций идут на организацию школ для собак.
С 1993 года Рой Дюпюи ежегодно участвовал в конференциях «MIRA», проходящих летом в Монреале. За много лет он не пропустил ни одной, приезжая из любого места, где бы ни находился. На встречу с актёром собираются до сотни его поклонниц со всего мира, которые участвуют в акции, помогая в организации и укомплектовке благотворительных пакетов. Каждый участник должен также предложить на благотворительный аукцион какую-то вещь. Рой обычно дарит свои новые фильмы, фотографии с автографами, личные вещицы, которые немедленно скупаются поклонницами. А те, в свою очередь, предлагают сделанные своими руками фотоальбомы или другие сувениры с «Рой Дюпюи»-тематикой.
В 2006 году Рой перестал поддерживать «MIRA», у которого появились новые сильные спонсоры, уделив всё внимание «Rivers Foundation», переживавшему не лучшие времена.

### Фонд «Rivers»
Этот фонд был создан по инициативе талантливейшего фотографа и оператора Майкла Гутиера. Организация занимается защитой многочисленных рек и водоёмов Квебека. И там поистине есть, что охранять — водоёмы очень красивые.
Гутиер дружит с Роем уже давно и всеми силами завлекал его в это предприятие. Но Дюпюи не мог уделить Фонду достаточно внимания из-за четырёхлетних съёмок в «Никите». Зато сразу после окончания сериала он не только поучаствовал в «Rivers Foundation», но и стал его соучредителем.
В 2003 году Дюпюи бесстрашно написал открытое гневное письмо премьер-министру Канады (главе страны) о бедственном положении рек. Надо сказать, что теми, кто знает политическое и социальное положение дел в Квебеке, это действительно было расценено как подвиг — Рой всерьёз рисковал своей карьерой. Ходили слухи, что он был номинирован, но не получил свою премию за «Серафина» именно поэтому… Но ответа от правительства так никто и не дождался…
Беспокоиться есть о чём. Большинство крупных рек загажено электростанциями и заводами, а на берегах кристально-чистых озёр оккупировали территорию многочисленные строительства. Всё это сильно влияет на флору и фауну. Как и всё в природе, экология рек составляет замкнутый круг, который на данный момент нарушен в нескольких местах, и неприятности множатся в геометрической прогрессии.
Гутиер с Дюпюи не только пишут петиции и проводят благотворительные акции. Они активно поддерживают научные разработки по альтернативным источникам энергии. Несостоявшийся физик Дюпюи даже сам предлагал кое-какие идеи…

## Телесериалы
- 1988 — Элен и Алекси / Avec un grand Amour
- 1991 — Сенсация / Scoop — Майкл, 4 сезона
- 1991 — Все заодно / Lance et compte
- 1992 — Эмили (Дочери Калеба) / Les Filles De Caleb — Овила
- 1993 — Бланш / Blanch — Овила
- 1995 — Крайняя необходимость / Urgence
- 1997 — Её звали Никита / La Femme Nikita — Майкл, 5 сезонов
- 2002 — Последняя глава / The Last Chapter — Росс, 2 сезона

## Фильмография
- 1987 — Дети улицы / Children Of The Street
- 1988 — Гаспар & сын / Gaspard et Fils
- 1988 — Трасса 234 / Sortie-234
- 1989 — Как заниматься любовью с негром без устали / How To Make Love To A Negro Without Getting Tired
- 1989 — Иисус из Монреаля / Jesus Of Montreal — Марсель Брошу
- 1989 — В животе дракона / In The Belly Of The Dragon
- 1990 — Рынок пар / Le Marche Du Couple
- 1991 — Дома с Клодом / Being At Home With Claude
- 1992 — В ловушке / Entangled
- 1993 — Мыс отчаянья / Cap Tourmente — Алекс
- 1993 — Блюз Чили / Chili’s Blues — Пьер-Поль
- 1994 — Крошки на миллион долларов / Million Dollar Babies
- 1995 — Крикуны / Screamers — Беккер
- 1996 — Воздух свободы / Aire libre — Эме Бонплан
- 1996 — Ожидая Микеланджело / Waiting For Michelangelo
- 1996 — Орёл или Решка / J’en Suis
- 1997 — Идеальный мужчина / L’Homme Ideal
- 1997 — Гемоглобин / Bleeders (Gemogloben) — Джон Штраус
- 1997 — Лёгкие деньги / Free Money
- 1997 — История Мариса Ришара / Maurice Richard (Histoire D’un Canadien)
- 2002 — Серафин / Seraphin (Un Homme et son Peche)
- 2003 — Нашествие варваров / Les Invasions Barbares — Жиль Левак
- 2004 — Джек Парадиз / Jack Paradise
- 2004 — Моника-пулемётчица / Monica La Mitraille — Джеральд
- 2004 — Воспоминания / Memoires Affectives
- 2004 — Это не я, это другой / C’est Pas Moi, C’est L’autre! — Винсент Папино
- 2005 — Облики смерти / Manners Of Dying — Кевин Барлоу
- 2005 — Соединённые Штаты Альберта / Les Etats Unis D’Albert
- 2005 — Морис Ришар — Морис Ришар
- 2007 — Рукопожатие с дьяволом — Ромео Даллер
- 2008 — Трюфель / Truffe
- 2008 — Враг государства № 1 — Жан-Пол Мерье
- 2009 — Je me souviens / Liam Hennessy
- 2009 — Липкие пальцы — Шарль Фавро
- 2009 — en:The Timekeeper
- 2011 — Chercher le courant
- 2011 — Coteau Rouge
- 2013 — Roche Papier Ciseaux
- 2013 — Cyanure
- 2013 — L'Autre Maison
- 2014 — Ceci n’est pas un polar
- 2015 — Là où Attila passe

## Театральные постановки
Приведены оригинальные названия.
- True West (1994)
- Un Oiseau vivant dans la gueule (A Live Bird in Its Jaws) (1990)
- Roméo et Juliette (Romeo and Juliet) (1989)
- Les Muses orphelines (The Orphan Muses) (1988)
- Le Chien (The Dog) (1987—1989)
- Toupie Wildwood (1987)
- Au pied de la lettre (At the End of the Letter) (1987)
- Fool for Love (1987)
- Harold et Maude (Harold and Maude) (1986)
- Les Deux Gentilshommes de Vérone (The Two Gentlemen of Verona) (1985)
- La Passion selon Pier Paolo Pasolini (The Passion According to Pier Paolo Pasolini) (1985)

## Награды и премии
Для некоторых фильмов и премий приведены только оригинальные названия.
- 1991: Премия «Жемо» — За лучшую мужскую роль — Овила Проново в телесериале «Эмили (Дочери Калеба)» / Les Filles de Caleb
- 1991: MetroStar Award — за «Эмили (Дочери Калеба)» / Les Filles de Caleb — на французском языке.
- 1991: Fipa d’Or («Festival International de Programmes Audiovisuels», Канны) — Лучший актёр — «Эмили (Дочери Калеба)» / Les Filles de Caleb
- 1992: MetroStar Award — за «Эмили (Дочери Калеба)» / Emilie — на английском языке
- 2003: MetroStar Award — За лучшую мужскую роль — Le Dernier Chapitre: La Vengeance
- 2004: Премия «Джини» — Лучший актёр в главной роли — Mémoires affectives
- 2005: Jutra — Лучший актёр — Mémoires affectives

### Русскоязычные ресурсы
- Сайт «Рой Дюпюи»
- «Рой Дюпюи»

### Англоязычные ресурсы
- Рой Дюпюи (англ.) на сайте Internet Movie Database
- https://web.archive.org/web/20141218232056/http://www.about-roydupuis.com/ (Австралия)
- https://web.archive.org/web/20190704013044/http://www.rdcharacters.com/ (Канада)
- https://web.archive.org/web/20171020203210/http://roydupuis-online.com/ (Великобритания)
- https://web.archive.org/web/20160402073300/http://www.royettes.com/ (США)
- https://web.archive.org/web/20130613200608/http://michaelmaniabr.com/ (Бразилия)
- https://web.archive.org/web/20071202031442/http://www.geocities.com/ (США)
- miarroba.com (Аргентина)

#### Благотворительные фонды
- Фонд «MIRA»
- Фонд «Rivers»